# Las Palabras de Amor
Las Palabras de Amor (The Words of Love) – piosenka zespołu Queen z 1982 roku, którą napisał Brian May. Ta Ballada pop-rockowa wydana została na singlu, który promował album Hot Space (1982).

## Historia
Zespołu Queen nagrał tę piosenkę w ramach uznania dla ich fanów w Ameryki Południowej. Singiel „Las Palabras de Amor (The Words of Love)” wydany został 1 czerwca 1982 roku. Na stronie B singla umieszczono utwór „Cool Cat”. W Polsce piosenka zajęła 1. miejsce na liście przebojów Trójki. W Wielkiej Brytanii singiel z utworem dotarł do pozycji 17. zestawienia Official Singles Chart Top 100|.
Grupa Queen wykonała utwór „Las Palabras de Amor” podczas drugiego swojego występu na żywo w programie telewizyjnym Top of the Pops (ich premierową, wykonaną na żywo, piosenką w programie był „Good Old-Fashioned Lover Boy”; pozostałe dwa, „Seven Seas of Rhye” i „Killer Queen”, były zarejestrowane przed programem i umieszczone w wyemitowanym materiale telewizyjnym z udziałem publiczności).
Podczas The Freddie Mercury Tribute Concert, który odbył się w kwietniu 1992 roku, utwór, wraz z zespołem Queen, wykonał włoski piosenkarz Zucchero (jednak na oryginalnej kasecie VHS nie umieszczono tego nagrania – powodem były problemy licencyjne).

## Listy przebojów
| Kraj   | Lista                          | Pozycja | Źr.    |
| ------ | ------------------------------ | ------- | ------ |
| BE-VLG | Ultratop 50 Singles (Flandria) | 26      | [ 8 ]  |
| NL     | Single Top 100                 | 18      | [ 9 ]  |
| IE     | Top 100 Singles                | 10      | [ 10 ] |
| DE     | Single Top 100                 | 68      | [ 11 ] |
| PL     | LP3                            | 1       | [ 4 ]  |
| CH     | Singles Top 100                | 13      | [ 12 ] |
| GB     | Official Singles Chart Top 100 | 17      | [ 5 ]  |